# Aloe andohahelensis
Aloe andohahelensis é uma espécie de liliopsida do gênero Aloe, pertencente à família Asphodelaceae.